# Fontanna Karuzela Małżeńska w Norymberdze
Fontanna Karuzela Małżeńska, właściwie: „fontanna Hansa Sachsa” (niem. Ehekarussell, Hans Sachs-Brunnen, także: Ehebrunnen) – fontanna zlokalizowana na Ludwigsplatz, w centrum Norymbergi, w kraju związkowym Bawaria w Niemczech.
Zaprojektowana przez rzeźbiarza Jürgena Webera i wzniesiona na Ludwigsplatz w 1984. Jest obecnie uważana za największą fontannę figuralną XX wieku w Europie. Autor inspirował się XVI-wiecznym poematem Hansa Sachsa – „Słodko-gorzkie życie małżeńskie” (niem. Das bittersüße ehlich Leben).

## Historia
Fontanna została zaprojektowana na zlecenie miasta Norymbergi i wykonana w latach 1977–1981. Ze względu na ekspresywne przedstawienie figur fontanny, była przez część społeczeństwa i prasę uznana za zbyt wulgarną. Także z powodu znacznego przekroczenia budżetu rodziła kontrowersje. Ponownie kontrowersje wokół artysty oskarżanego o „pseudobarokowy sensualizm” wybuchły w 1988 roku, wraz z ustawieniem przez Jürgena Webera w przestrzeni miejskiej Norymbergi fontanny: „Statek głupców” (niem. Narrenschiffbrunnen).

## Opis
Wokół tańczącego na cokole w kształcie kolby kukurydzy, ustawionym pomiędzy skaczącym kozłem i nimfą, mistrza śpiewaczego z Norymbergi Hansa Sachsa, ukazuje postacie uczestniczące w sześciu scenach, wykonanych w ten sposób, jakby były umieszczone w gondolach karuzeli. Sceny obrazują emocje towarzyszące życiu małżeńskiemu, od pierwszego zauroczenia, przez konflikt małżeński, aż do śmierci, jednakże nie są ułożone chronologicznie. Kolejne sceny ukazują wzloty i upadki życia małżeńskiego. Karuzela małżeńska to kompozycja pomalowanych, częściowo złoconych figur z brązu. Hans Sachs, który był również mistrzem szewskim, urodzony w Norymberdze w 1494, napisał w swoim życiu ponad 6000 wierszy i piosenek. Wiersz „Słodko-gorzkie życie małżeńskie” napisany dla żony, służył jako swoisty szablon przy projektowaniu karuzeli, a jego treść wykuta jest na leżącym przy fontannie sercu. Marmurowe serce z krzewem róży umiejscowione jest po zachodniej stronie założenia pomnikowego. Wykonane zostało z portugalskiego marmuru, w kolorze zielonym i różowym. Barokowa obudowa basenu wykonana jest z biało-szarego marmuru, a części podstawy wykonano z kolorowego marmuru. Fontanna jest obecnie uważana za jedno z najważniejszych współczesnych dzieł sztuki w mieście i stanowi jedną z jego czołowych atrakcji turystycznych.

## Galeria

Sceny przedstawione są w kolejnych „gondolach” karuzeli
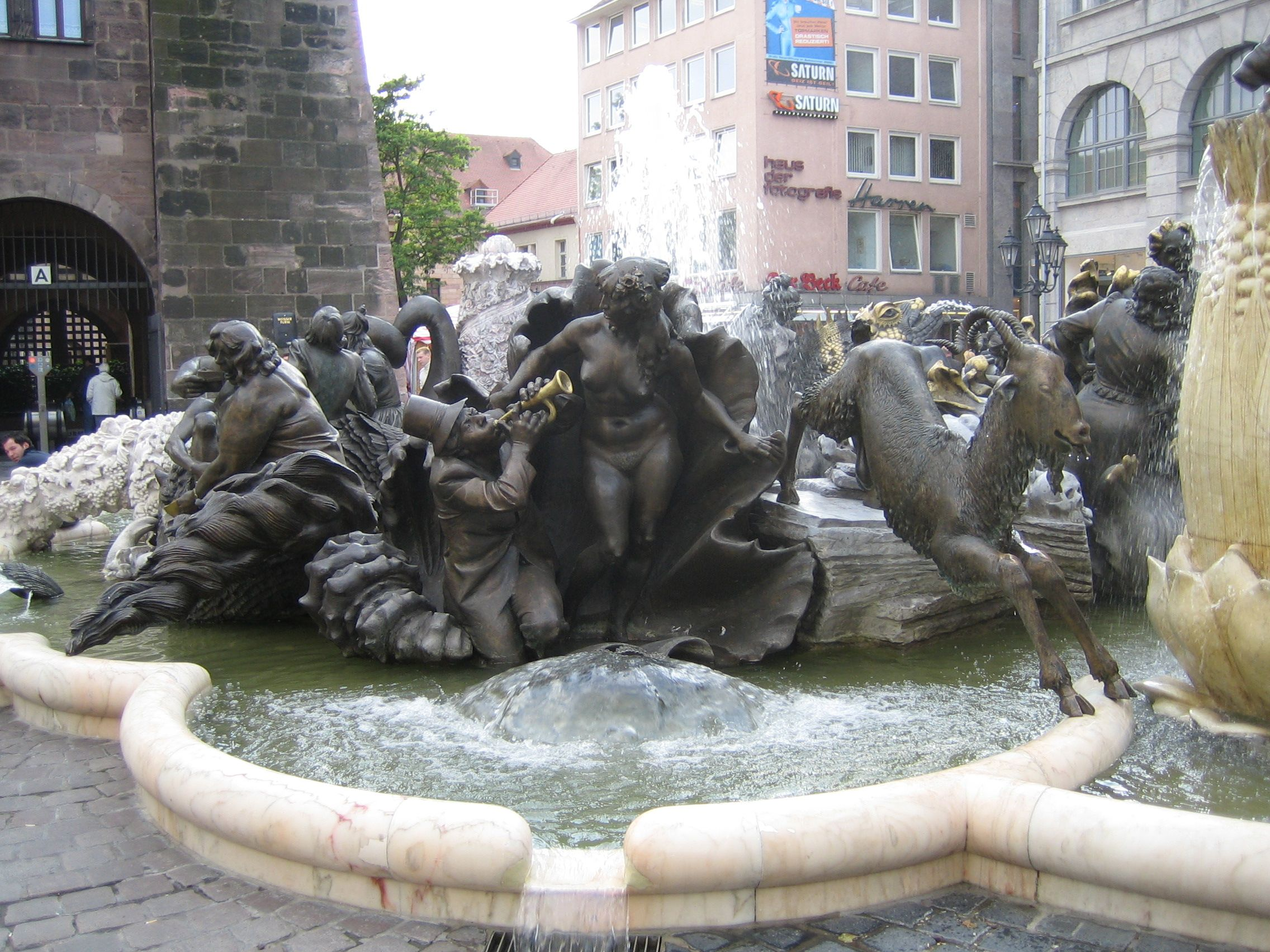
Kobieta wyłaniająca się z muszli Wenus i zakochany trębacz
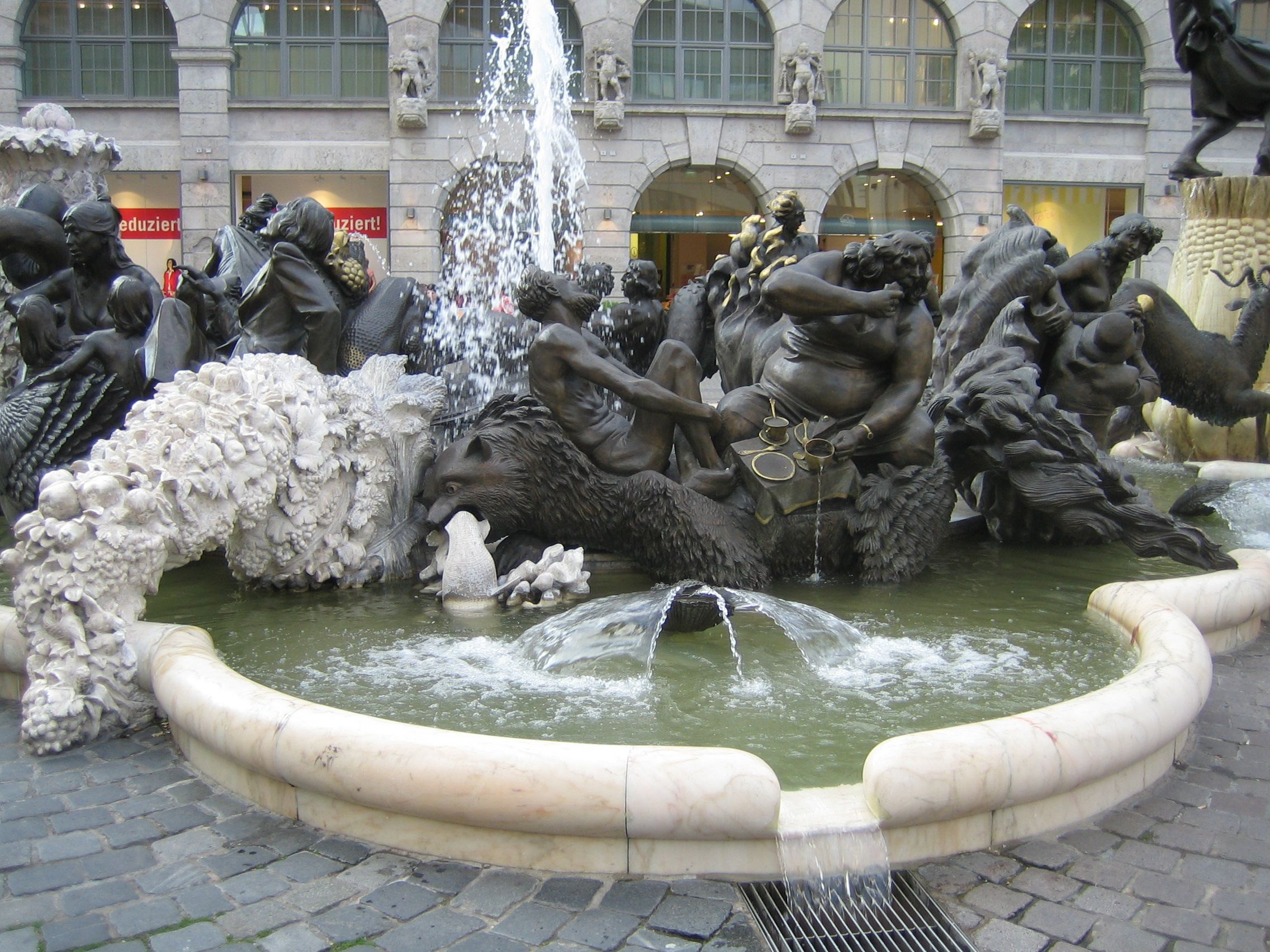
Gruba żona i chudy mąż w „gondoli”-rosomaku
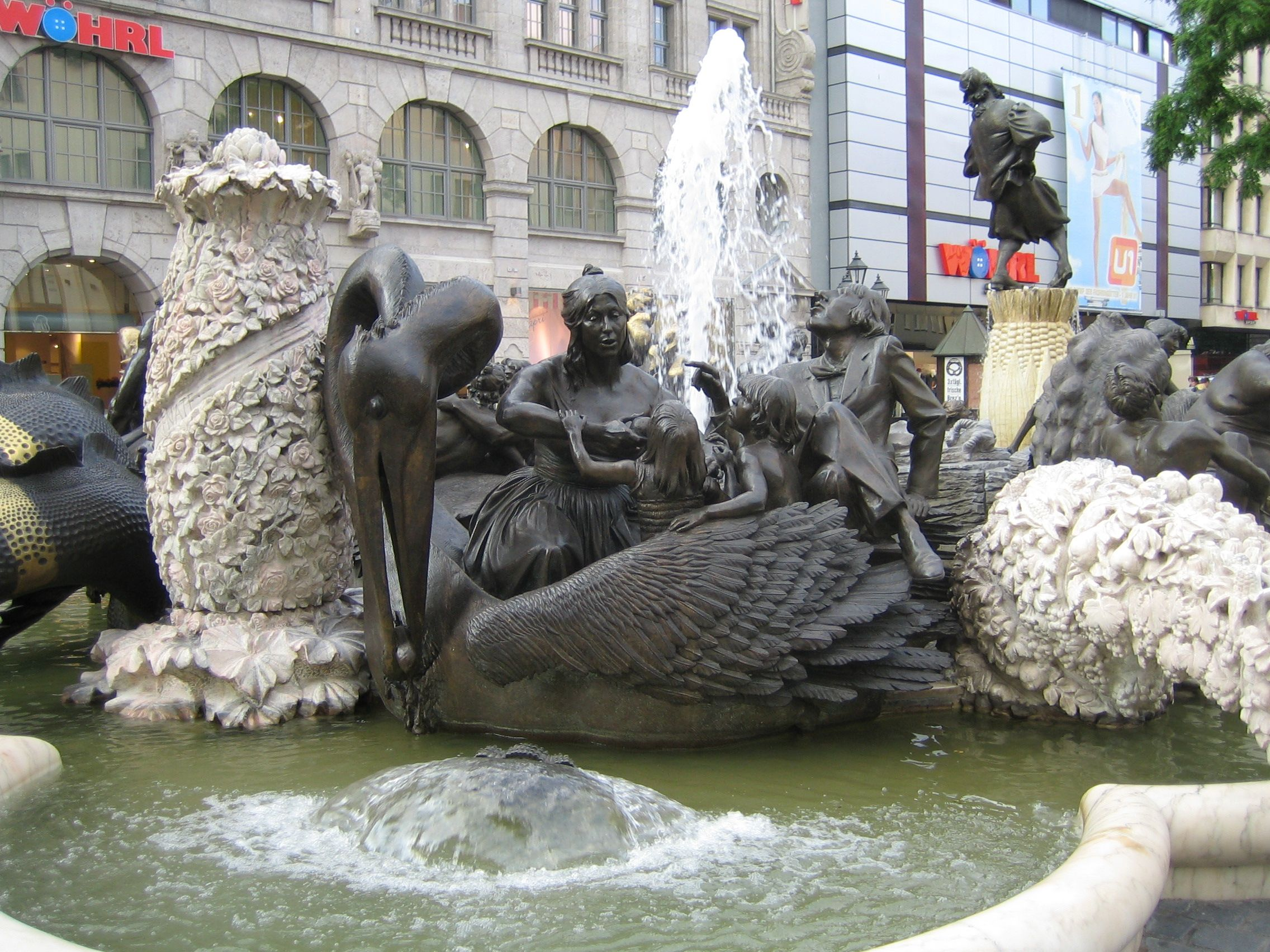
Rodzina w „gondoli”-pelikanie
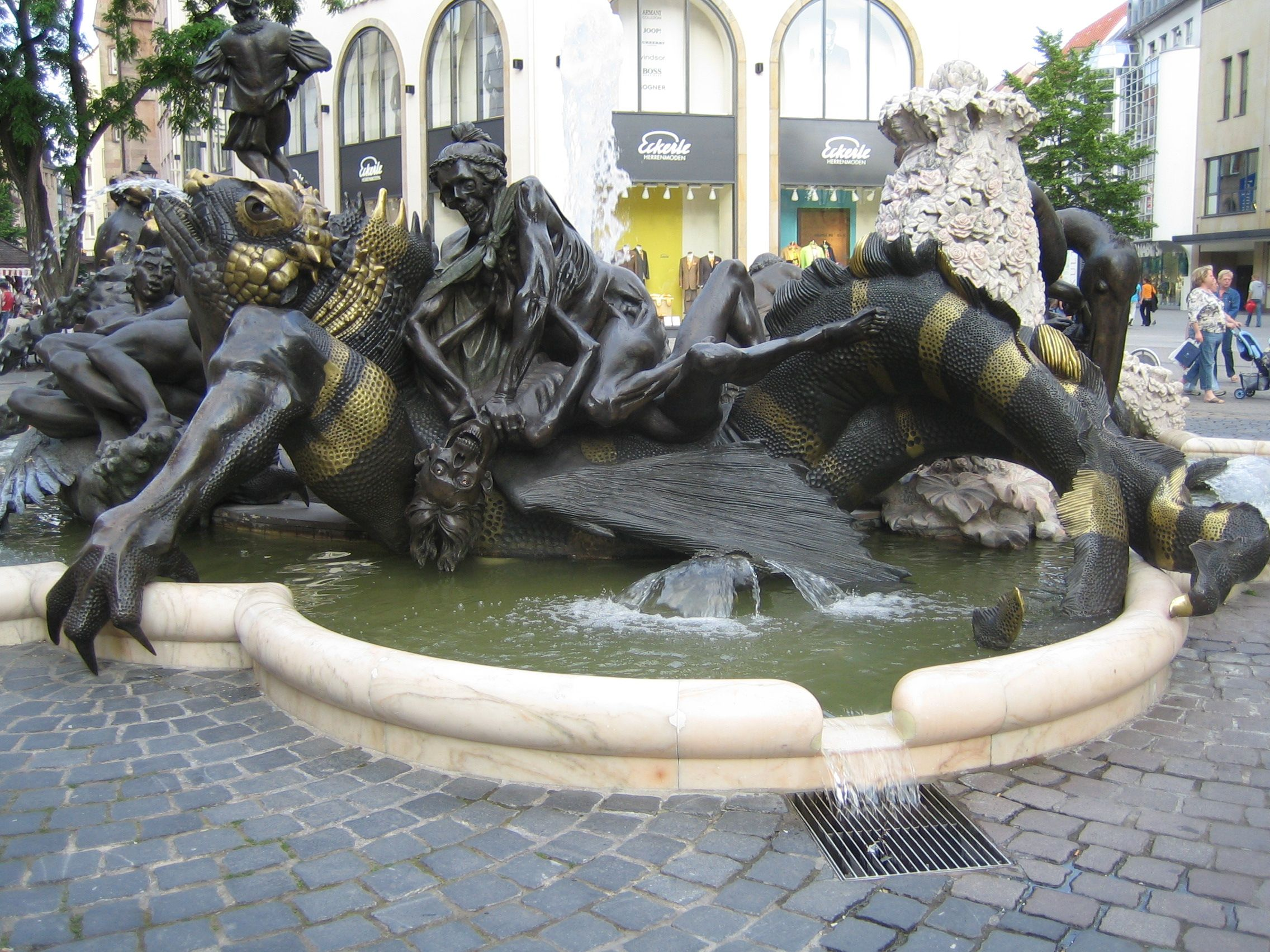
Para małżeńska ukazana jako półszkielety, walcząca w „gondoli” smoka piekielnego
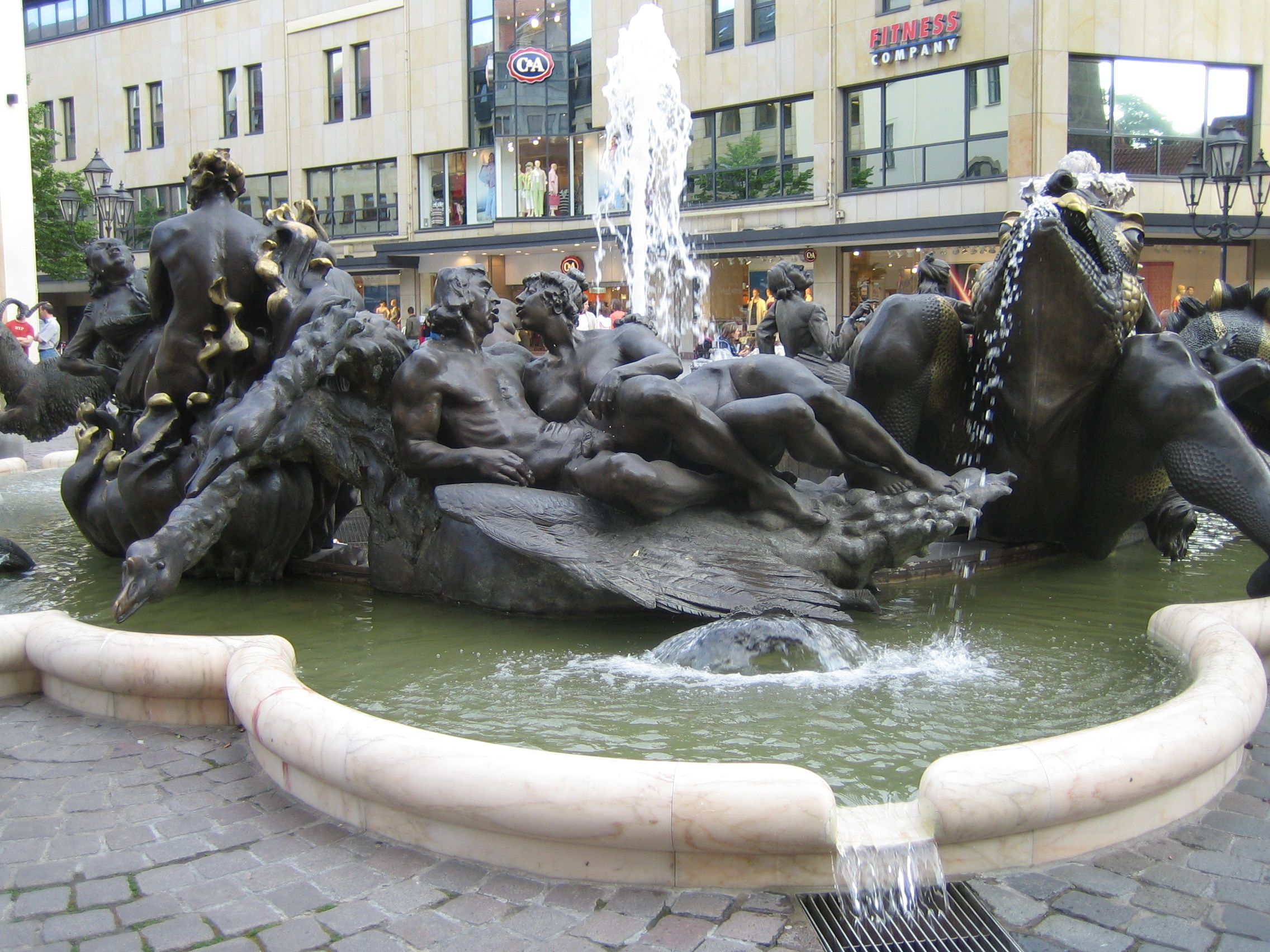
Zakochana para w „gondoli”-łabędziu
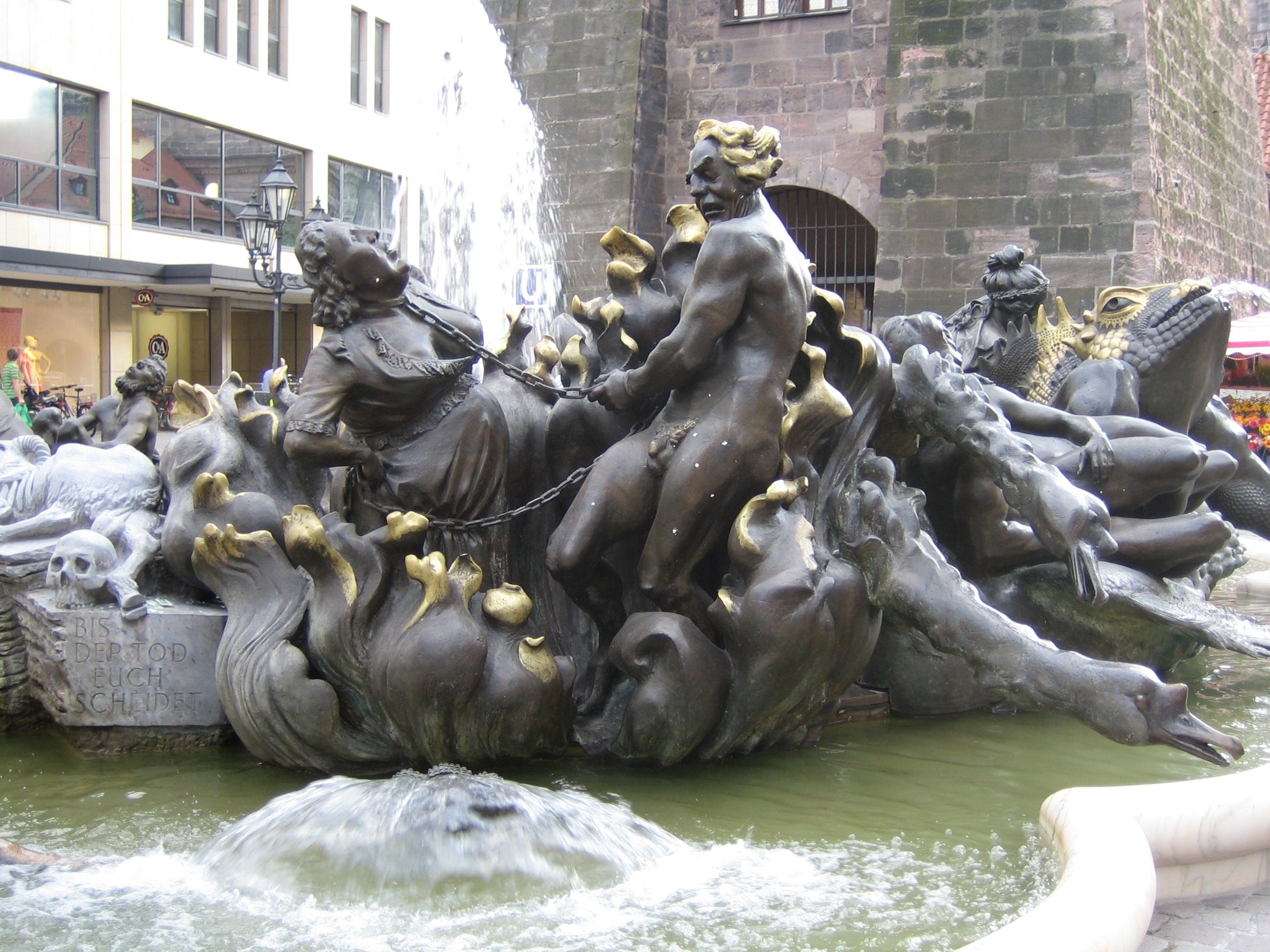
Kobieta i mężczyzna, skuci łańcuchami w „gondoli” ognia
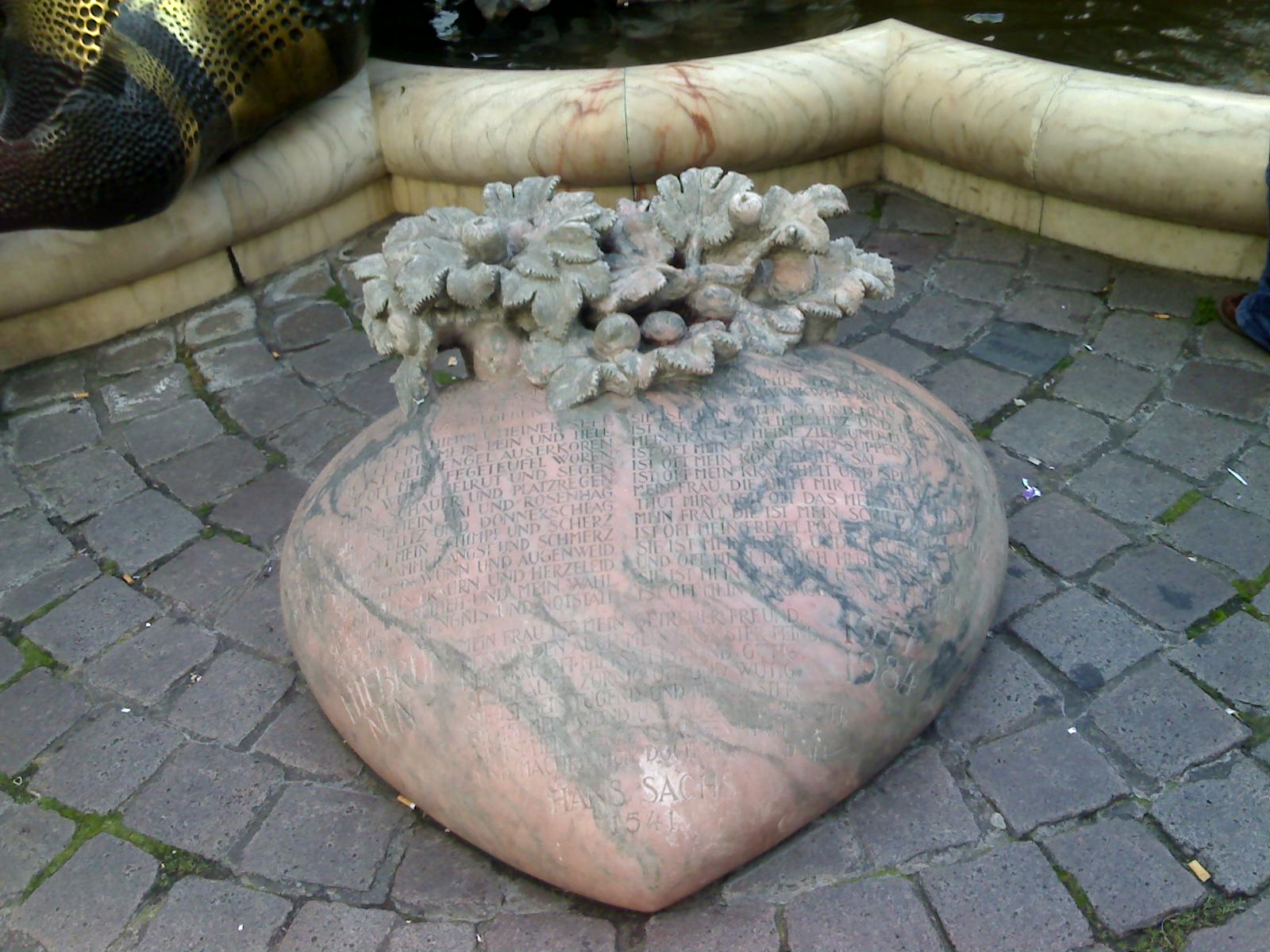
Serce z wykutym poematem